# 柏峪寺镇
柏峪寺镇，是中华人民共和国陕西省商洛市洛南县下辖的一个乡镇级行政单位。

## 行政区划
柏峪寺镇下辖以下地区：
柏峪寺街村、王塬村、日红村、薛湾村、东高村、李岭村、崔塬村、联合村、杨河村、前河村、上岭村、关帝庙村、坡底村、西联合村、庙坪村、杨岭村、茶房村、双庙村、司塬村和薛楼村。